# Рибеирао дас Невес
Рибеирао дас Невес (порт. Ribeirão das Neves) град је у Бразилу у савезној држави Минас Жераис. Према процени из 2007. у граду је живело 329.112 становника.

## Становништво
Према процени из 2007. године у граду је живело 329.112 становника.
| 1991.   | 2000.   |
| ------- | ------- |
| 143,853 | 246,846 |